# 巴伊斯河畔瓦朗斯
巴伊斯河畔瓦朗斯（法語：Valence-sur-Baïse，法語發音：[valɑ̃s syʁ ba.iz]）是法国热尔省的一个市镇，位于该省北部，属于孔东区。

## 地理
巴伊斯河畔瓦朗斯（43°52'56"N, 0°22'53"E）面积27.6 平方千米，位于法国奧克西塔尼大區热尔省，该省份为法国西南部内陆省份，北起顺时针与洛特-加龙省、塔恩-加龙省、上加龙省、上比利牛斯省、大西洋比利牛斯省和朗德省接壤。
与巴伊斯河畔瓦朗斯接壤的市镇（或旧市镇、城区）包括：艾格坦特、博凯尔、卡赛涅、孔東、贡德兰、拉加代尔、迈尼欧-托济亚、芒桑科姆、穆尚、圣皮伊。
巴伊斯河畔瓦朗斯的时区为UTC+01:00、UTC+02:00（夏令时）。

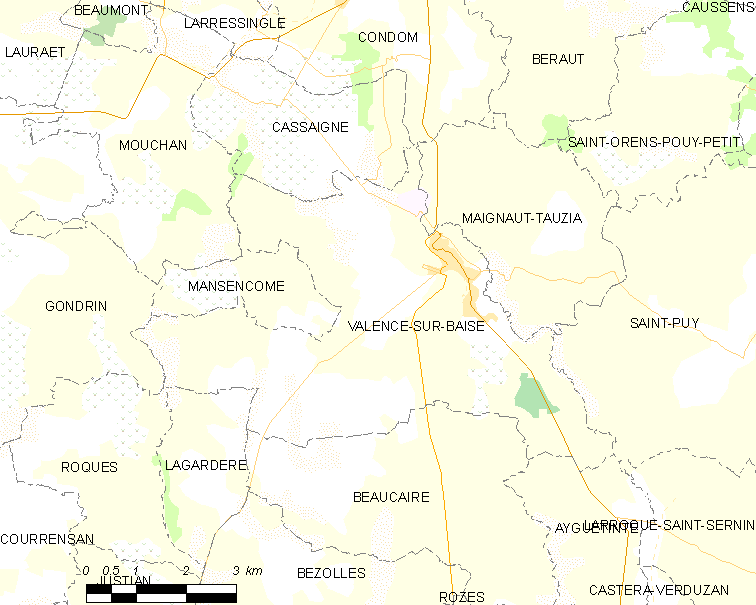
巴伊斯河畔瓦朗斯的OSM定位图

## 行政
巴伊斯河畔瓦朗斯的邮政编码为32310，INSEE市镇编码为32459。

## 政治
巴伊斯河畔瓦朗斯所属的省级选区为巴伊斯-阿马尼亚克县。

## 人口

1962-2008年间巴伊斯河畔瓦朗斯人口变化图示

巴伊斯河畔瓦朗斯于2022年1月1日时的人口数量为1137人。

## 友好城市
- 上莱茵省 里克赛姆